# Gabriel Bauducco
Gabriel Bauducco es periodista que se desempeña tanto en medios impresos, como radio y televisión. Ha publicado varios libros. Es el creador de una revista masculina llamada OPEN, en México. También se desempeña como articulista y conductor de televisión.  

## Biografía
Nació  el 19 de febrero, en una familia de clase media. Apenas a los 19 años se convirtió en un profesional del periodismo, Radio, televisión y medios impresos. 
En 1998 llegó a México y continuó con su desarrollo periodístico. Durante cerca de tres años publicó muchas de las entrevistas de portada de la revista dominical Día Siete. 
Ha participado como colaborador en la realización de guiones para el Instituto Mexicano de la Radio. También como corresponsal de los programas conducidos por Jacobo Zabludovsky y Mariano Osorio, ambos en Grupo Radio Centro. 
Luego se desempeñó como editor de algunas secciones en las revistas Df y Chilango. Más tarde, como entrevistador de la revista Playboy México.
En el año 2005, creó la revista masculina OPEN (www.openrevista.com.mx).
A mediados del año 2008 tomó la dirección editorial de la revista Playboy México, donde años antes se había desempeñado como entrevistador. Precisamente eso, las entrevistas, han sido fundamentales en la carrera periodística de Gabriel Bauducco. A los 24 años publicó su primer libro, "Hebe, la otra mujer", una extensa entrevista biográfica sobre Hebe de Bonafini, presidente de la Asociación de Derechos Humanos Madres de Plaza de Mayo . Había conocido a Hebe de Bonafini durante la serie de entrevistas radiales "Contigo pan y cebolla", en 1995. En ese programa, Bauducco cenaba con sus invitados. Allí, entre bocados y vino, los invitados confesaban sus emociones y, muchas veces, acababan llorando a mitad de la comida.
Más tarde, ya en México, escribió el libro "Secretos de la entrevista", que es utilizado como manual de estudio en diferentes universidades de comunicación, tanto en Latinoamérica como España.
En el 2008 publicó un libro que compila 40 entrevistas con diferentes personalides. "Al Desnudo"  (enlace roto disponible en Internet Archive; véase el historial, la primera versión y la última). es un volumen donde queda a la vista el estilo desenfadado e inquisidor con que Bauducco se para delante de sus entrevistados.
En 2013 dejó la Dirección General del grupo de revistas donde trabajaba (Playboy, Open, El Gourmet, Forward, Soy Grupero) y empezó a conducir con éxito el programa de entrevistas La Pura Verdad, en la cadena mexicana Televisión Azteca. Ver: https://web.archive.org/web/20141118074051/http://www.eltrece.mx/la-pura-verdad

## Publicaciones
LIBROS PUBLICADOS
- La Revancha de los Cursis  - 2013, México. Breves ensayos sobre la vida moderna .Vergara. Ediciones B.
- Imperio de papel, el caso Stanford desde adentro - 2009, México.  Ediciones B. Libro basado en las confesiones de un informante sobre las operaciones de Stanford Financial Group y la desaparición de 8 mil millones de dólares. Este libro constituye además un exponente del periodismo narrativo.
- Al desnudo - 2008, México. Libro que compila 40 entrevistas a diferentes personalidades mexicanas. Ediciones B.
- Secretos de la entrevista - 2001 (segunda edición, 2008), México. Manual para periodista. Editorial Trillas.
- Hebe, la otra mujer  - 1997, Argentina. Extensa entrevista biográfica que plasma la vida de Hebe de Bonafini, presidente de la Asociación Madres de Plaza de Mayo. Editorial La Urraca.

Ver: http://www.amazon.com/s/ref=nb_sb_noss?url=search-alias%3Daps&field-keywords=gabriel+bauducco